# Ossibia fuscata
Ossibia fuscata är en skalbaggsart som först beskrevs av Louis Alexandre Auguste Chevrolat 1856.  Ossibia fuscata ingår i släktet Ossibia och familjen långhorningar.
Artens utbredningsområde är:
- Kenya.
- Mali.
- Moçambique.
- Nigeria.
- Niger.
- Senegal.

Inga underarter finns listade i Catalogue of Life.